# Il ballo del qua qua/Il ballo del qua qua (Quarry Gerry Quak version)
Il ballo del qua qua/Il ballo del qua qua (Quarry Gerry Quak version) è il primo singolo da solista di Gerry Bruno, ex componente dei Brutos, pubblicato su vinile a 45 giri nel 1981 dalla casa discografica G&G Records, distribuita dalla Dischi Ricordi.
Il lato A è una versione di Il ballo del qua qua; sul lato B un'altra registrazione dello stesso brano.

## Tracce
1. Il ballo del qua qua (Lorenzo Raggi-Romina Power-Werner Thomas)
2. Il ballo del qua qua (Quarry Gerry Quak version) (Lorenzo Raggi-Romina Power-Werner Thomas)